# Centrale nucleare

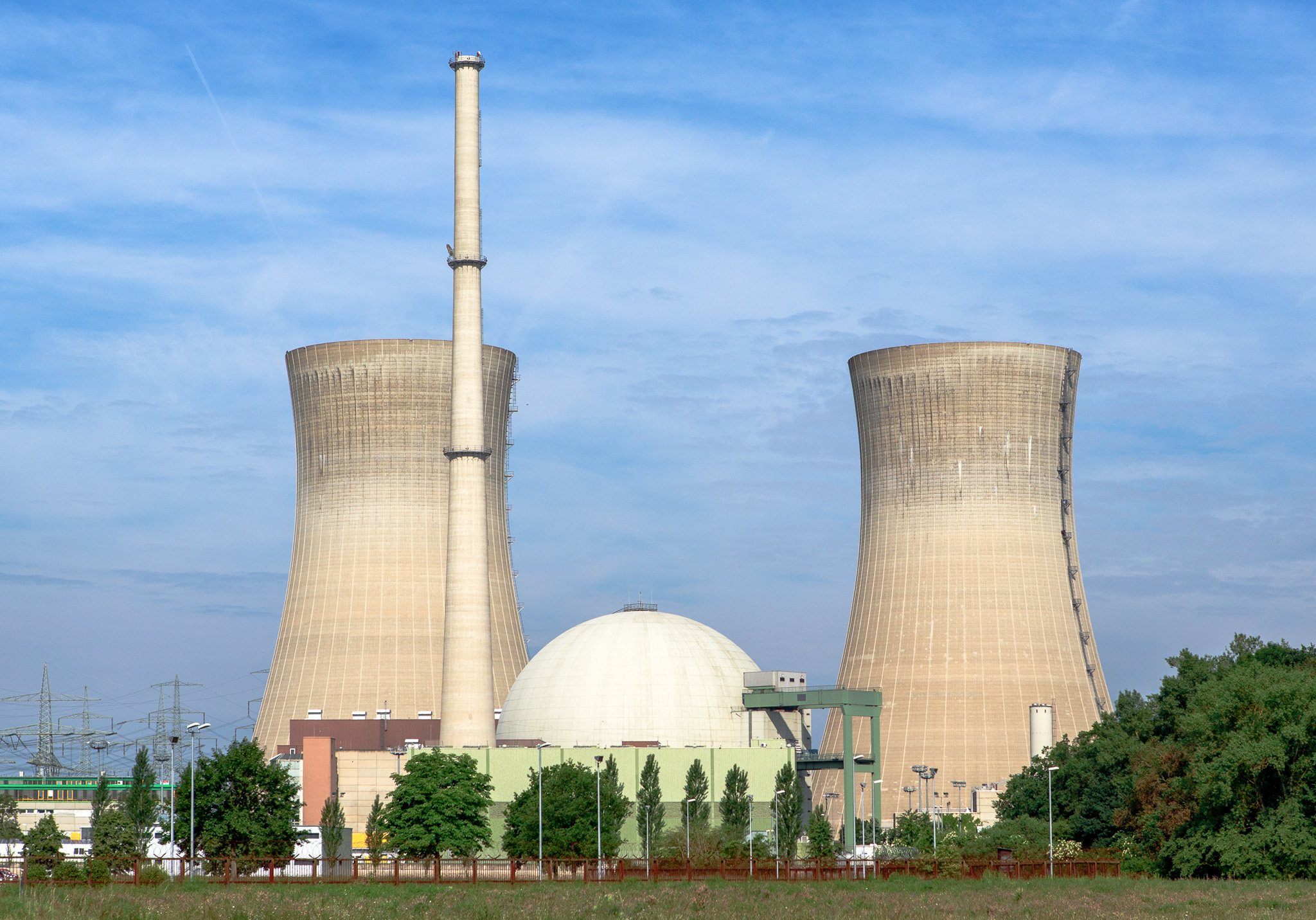
Una centrale nucleare in cui sono evidenti le due torri di raffreddamento e l'edificio di contenimento del reattore PWR.

Una centrale nucleare è un impianto industriale in cui l'energia nucleare viene trasformata in energia termica ed elettrica. Generalmente le centrali nucleari operano come centrali elettriche quindi un impianto di questo tipo può essere indicato più precisamente come centrale nucleotermoelettrica o più brevemente come centrale elettronucleare. Una centrale nucleare è caratterizzata dalla presenza di uno o più reattori nucleari, impianti che consentono di scaldare un fluido termovettore attraverso l'energia liberata dalle reazioni nucleari. Analogamente alle centrali termoelettriche, in una centrale nucleare il fluido caldo in uscita dal reattore è inviato a un sistema che attraverso un ciclo termodinamico consente la produzione di energia elettrica.
Tutte le centrali nucleari operative sfruttano nei loro reattori le reazioni di fissione nucleare dell'uranio-235 e del plutonio-239 contenuti nel combustibile composto principalmente da uranio-238. I reattori a fissione caratterizzano le centrali nucleari principalmente in base al fluido termovettore (il refrigerante del reattore) e al moderatore che impiegano e alle temperature e pressioni a cui operano. Al 2022 circa il 94% dei reattori delle centrali nucleari in attività impiegano sia come refrigerante sia come moderatore l'acqua, in particolare 307 sono reattori ad acqua pressurizzata (PWR), 61 ad acqua bollente (BWR) e 48 ad acqua pesante pressurizzata (PHWR). Gli altri reattori invece sono moderati a grafite e in particolare 11 sono raffreddati ad acqua leggera (LWGR), 10 a gas (GCR) e 1 a gas ad alta temperatura (HTGR). Esistono infine 3 reattori nucleari veloci autofertilizzanti (FBR) privi di moderatore e raffreddati a metallo liquido. Sono ancora in fase sperimentale centrali nucleari che sfruttano in appositi reattori la fusione nucleare tra deuterio e trizio (il progetto più avanzato è ITER) e quelli che consentono la fissione dell'uranio-233 ricavato dal torio-232 (TBR).

## Descrizione

Schema di una centrale nucleare con reattore ad acqua pressurizzata (PWR)

Le centrali nucleari sono impianti industriali complessi e in generale di grandi dimensioni, caratterizzati dalla presenza di uno o più reattori nucleari. Ogni reattore è inserito all'interno di un'unità costituita da due sezioni principali: l'isola nucleare e l'isola convenzionale; la prima consente di scaldare il fluido termovettore attraverso l'energia liberata dalle reazioni nucleari, mentre la seconda riceve l'energia termica del termovettore e la converte in energia elettrica. L'isola nucleare è specifica per ogni centrale ed è costituita principalmente dall'edificio di contenimento, in cui sono presenti il reattore e il sistema di alimentazione del vapore, dall'edificio per la gestione del combustibile e dagli edifici di controllo e sicurezza. L'isola convenzionale invece ha una costruzione analoga a quella di una generica centrale termoelettrica e ospita la sala della turbina, la sottostazione elettrica e il sistema di raffreddamento.

### Reattore nucleare
Il reattore nucleare è l'impianto di maggiore rilevanza all'interno della centrale, qui infatti avvengono le reazioni a catena di fissione nucleare necessarie a scaldare il fluido termovettore, che quindi rispetto al reattore assume la funzione di fluido refrigerante. I reattori si suddividono in due categorie principali: i reattori a neutroni veloci e i reattori a neutroni termici. In un reattore a neutroni veloci, neutroni ad alta energia fissionano il combustibile senza che la loro velocità sia moderata, viceversa in un reattore a neutroni termici il combustibile è fissionato da neutroni a bassa energia in equilibrio termico con gli atomi circostanti.
Il nocciolo del reattore, detto anche nucleo, in inglese core, è costituito dal combustibile nucleare, dal moderatore (assente nei reattori a neutroni veloci) e dal fluido refrigerante. Il combustibile, generalmente in forma solida, è composto principalmente da carburi e ossidi di uranio e plutonio, che per ragioni strutturali possono trovarsi in lega con metalli come lo zirconio, l'alluminio e l'acciaio. Indipendentemente dal fatto che si impieghi l'uranio naturale o l'uranio arricchito, il combustibile deve contenere una massa critica di isotopi fissili, quali uranio-235 e plutonio-239, in modo tale che le reazioni a catena di fissione nucleare si autosostengano. La quantità di isotopi fissili costituiscono comunque una piccola percentuale della massa totale del combustibile, che rimane costituita principalmente da materiale fertile, specialmente uranio-238. La fissione del combustibile consente l'emissione di neutroni veloci che per poter essere sfruttati dai reattori a neutroni termici devono essere rallentati dal moderatore, un materiale caratterizzato dal basso peso atomico e costituito generalmente da acqua, acqua pesante o grafite. Il fluido refrigerante infine ha lo scopo di rimuovere il calore generato dalle fissioni e può essere costituito da acqua (fungendo quindi anche da moderatore), gas o metallo liquido nel caso dei reattori a neutroni veloci.
Intorno al nucleo può essere presente il mantello, in inglese blanket, un rivestimento di materiale fertile che riceve i neutroni in uscita dal nocciolo. L'assorbimento neutronico da parte del mantello consente la trasmutazione dei suoi atomi in isotopi utili in altre tecnologie nucleari come il cobalto-60 o il plutonio-239, oppure nel caso dei reattori autofertilizzanti in isotopi fissionabili che partecipano attivamente alle reazioni a catena di fissione; in questo caso anche il mantello deve essere refrigerato. Adiacente al nocciolo, o al mantello se presente, si trova il riflettore neutronico uno strato di materiale moderatore che ha lo scopo di riflettere i neutroni in uscita dal nucleo verso il nucleo stesso. In questo modo molti dei neutroni che altrimenti andrebbero dispersi partecipano alle reazioni di fissione, consentendo quindi di utilizzare una piccola quantità di materiale fissile per raggiungere la massa critica. Per controllare le reazioni, avviarle e arrestarle in sicurezza il reattore deve essere provvisto delle barre di moderazione, dette anche barre di controllo. Le barre sono costituite da una lega specializzata nell'assorbimento neutronico e possono essere interamente estratte o inserite nel nocciolo in modo che a una maggiore profondità di inserimento corrisponda una certa diminuzione delle fissioni. Tutti gli elementi del reattore infine sono inseriti in un recipiente, in inglese reactor vessel, che può anche essere un recipiente in pressione. Il recipiente può essere soggetto a forti stress termici dovuti ai raggi gamma emessi dal nocciolo quindi per proteggersi può essere rivestito all'interno da uno scudo termico. Durante il normale funzionamento della centrale tutte le radiazioni ionizzanti emesse devono essere schermate per garantire la sicurezza degli operatori. A questo scopo il reattore e tutte le componenti del sistema nucleare di alimentazione sono collocate in un'ampia struttura di cemento armato generalmente riempita d'acqua.
I reattori si classificano in base al fluido refrigerante e al moderatore che impiegano, e alle temperature e alle pressioni a cui operano. Al 2022 circa il 94% dei reattori delle centrali nucleari in attività impiegano sia come refrigerante sia come moderatore l'acqua, in particolare 306 sono reattori ad acqua pressurizzata (PWR), 61 ad acqua bollente (BWR) e 48 ad acqua pesante pressurizzata (PHWR). Gli altri reattori invece sono moderati a grafite e in particolare 12 sono raffreddati ad acqua leggera (LWGR), 10 a gas (GCR) e 1 a gas ad alta temperatura (HTGR). I reattori elencati sono tutti a neutroni termici, ma esistono anche 3 reattori a neutroni veloci autofertilizzanti (FBR) privi di moderatore e raffreddati al sodio liquido.

### Sistema di alimentazione del vapore
Il sistema di alimentazione del vapore, è un impianto idraulico che attraverso uno o più fluidi termovettori trasferisce l'energia termica del reattore alla turbina del generatore elettrico. La struttura e gli elementi che costituiscono il sistema di alimentazione del vapore dipendono dalla tipologia di reattore a cui sono collegati, ma sono caratterizzati da elementi comuni. Il circuito primario è l'impianto idraulico in cui scorre il refrigerante del reattore: se in uscita dal recipiente del reattore si trova in forma di vapore allora può essere inviato direttamente in turbina, altrimenti se ancora in forma liquida o gassosa entra in un generatore di vapore in cui scambia calore con l'acqua contenuta nel circuito secondario trasformandola quindi in vapore. Il vapore in uscita dalla turbina poi torna poi sotto forma di liquido nel sistema di alimentazione del vapore passando per il condensatore del sistema di raffreddamento.

Schema del sistema di alimentazione del vapore un reattore nucleare ad acqua pressurizzata (PWR)

Nei reattori ad acqua pressurizzata (PWR) l'acqua contenuta nel circuito primario viene fatta fluire dalle pompe nel recipiente in pressione del reattore a una temperatura di circa 290 °C. Passando per il nocciolo l'acqua si scalda fino a 320 °C a una pressione controllata di 15 MPa, in modo che non entri in ebollizione. L'acqua calda del primario entra nel generatore di vapore passando prima per l'evaporatore, in cui cede calore all'acqua fredda del secondario trasformandola in vapore saturo umido. Il vapore quindi entra in un separatore di umidità dove viene convertito in vapore saturo secco e viene infine inviato alla turbina a circa 290 °C a una pressione di 5 MPa. Siccome l'acqua è sostanzialmente un fluido incomprimibile, allora una piccola diminuzione del suo volume provocherebbe una forte diminuzione di pressione causando la vaporizzazione del liquido e danneggiando gravemente l'impianto. Nei PWR è quindi necessario usare un pressurizzatore che controbilanci la pressione mantenendola stabile anche in caso di perdita del fluido refrigerante dal circuito primario (in inglese loss-of-coolant accident, LOCA). I reattori ad acqua pesante pressurizzata (PHWR) hanno un sistema di alimentazione del vapore analogo ai PWR, ma impiegano l'acqua pesante nel circuito primario in modo da poter utilizzare come combustibile l'uranio naturale al posto di quello arricchito. Siccome necessitano di un recipiente del reattore di maggiori dimensioni rispetto a quello di un PWR allora il combustibile è contenuto o in dei tubi resistenti all'alta pressione in modo da contenere le spese di costruzione del recipiente del reattore e consentire il rifornimento del combustibile senza spegnere il reattore.
I reattori a gas (GCR), analogamente ai PWR sono dotati di circuito primario, circuito secondario e generatore di vapore. Nei GCR il gas contenuto nel circuito primario viene fatto fluire da un circolatore nel recipiente in pressione del reattore dove passando per il nocciolo si scalda fino a 540 °C consentendo così la generazione di vapore surriscaldato a 16 MPa, migliorando il rendimento dell'impianto. Il gas impiegato è l'anidride carbonica, siccome non assorbe molta radioattività, non reagisce con il combustibile e il moderatore di grafite e risulta stabile alla temperatura di lavoro. Nei reattori a gas ad alta temperatura (HTGR) invece è usato l'elio, che essendo un gas nobile non reagisce, non diventa radioattivo (a meno dei gas radioattivi di fissione), e consente al reattore di lavorare a oltre 800 °C.
I reattori autofertilizzanti (FBR) generalmente sono a neutroni veloci e quindi privi di moderatore, per questa caratteristica il refrigerante impiegato deve essere metallo liquido, tipicamente sodio. Il sodio è un ottimo conduttore termico, non è corrosivo (a differenza dell'acqua) e consente all'impianto di lavorare a pressione atmosferica siccome rimane liquido fino a 882 °C. Il sodio ha però lo svantaggio di dover essere continuamente riscaldato fino a 98 °C per rimanere liquido, è estremamente reattivo con l'acqua e assorbe molta della radioattività del nocciolo. Per limitare questi problemi, tra il circuito primario e il generatore di vapore, è interposto un circuito secondario al sodio liquido che permette di non assorbire le radiazioni del nocciolo. Un FBR quindi genera vapore surriscaldato a una temperatura di 500 °C e a una pressione compresa tra i 16 MPa e i 18 MPa.

Schema del sistema di alimentazione del vapore di un reattore nucleare ad acqua bollente (BWR)

Nei reattori ad acqua bollente (BWR) il sistema di alimentazione del vapore è profondamente differente rispetto ai modelli elencati finora. Nei BWR l'acqua del circuito primario entra nel recipiente del reattore raggiungendo la temperatura di circa 290 °C, ma essendoci una pressione dimezzata rispetto ai PWR (circa 7 MPa) l'acqua entra in ebollizione di modo uniforme direttamente nel reattore. Il vapore saturo umido quindi entra in un separatore di umidità trasformandosi in vapore saturo secco per poi essere inviato alla turbina. Nonostante sistema di alimentazione del vapore del BWR sia meno complesso e debba sopportare pressioni inferiori rispetto ai PWR, i costi di costruzione a parità di potenza sono analoghi, infatti operando a una pressione inferiore, il BWR ha una minore densità energetica rispetto a un PWR e quindi il recipiente del reattore di un BWR deve avere una dimensione maggiore rispetto a quello di un PWR. Infine i reattori ad acqua moderati a grafite (LWGR) hanno un funzionamento analogo ai BWR, ma a differenza di questi non hanno un recipiente in pressione, ma solo dei tubi collocati nella grafite in cui è contenuto il combustibile e il refrigerante. I tubi in pressione di refrigerazione sono tra loro indipendenti e ognuno di essi ha un separatore di vapore che separa il liquido da reimmettere nel circuito secondario e il vapore da inviare in turbina.

### Sistema di raffreddamento

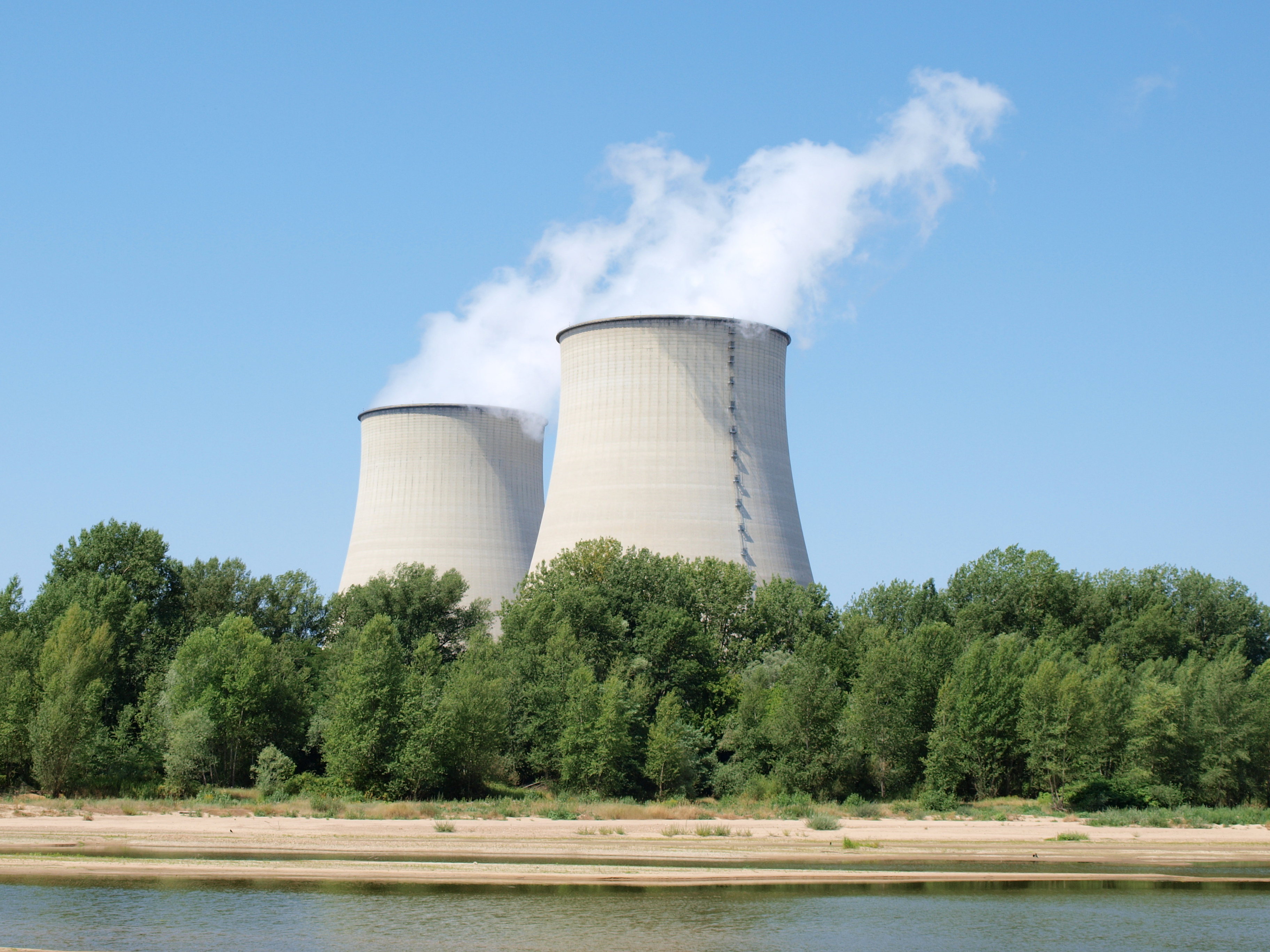
Le due torri di raffreddamento della centrale nucleare di Belleville viste dalla riva della Loira

Il vapore in uscita dalla turbina deve essere raffreddato per tornare allo stato liquido e quindi essere reimpiegato all'interno del ciclo di produzione dell'energia elettrica. Per svolgere questa funzione è utilizzato un condensatore, uno scambiatore di calore che utilizzando un fluido refrigerante (sempre l'acqua) consente al vapore di tornare allo stato liquido. La maggior parte delle centrali nucleari lavora a temperature inferiori rispetto alle centrali termoelettriche a combustibili fossili, questo abbassa il rendimento dell'impianto, che quindi per il secondo principio della termodinamica deve restituire all'ambiente una considerevole quota di calore.
L'acqua calda in uscita dal condensatore di una centrale nucleare ha generalmente una temperatura maggiore rispetto a quella in uscita delle centrali termoelettriche a combustibili fossili. L'acqua proveniente dal condensatore quindi non può essere sempre reimmessa direttamente nel bacino idrografico da cui viene prelevata, in quanto provocherebbe l'inquinamento termico dell'area danneggiando l'ecosistema acquatico locale. Nella maggior parte dei casi le centrali nucleari sono posizionate sulla riva del mare o nei pressi di un grande lago o fiume, questo consente di far circolare grandi quantità d'acqua all'interno del condensatore, provocando quindi un leggero incremento della temperatura, consentendo di reimmetterla direttamente nell'ambiente. Altri impianti collocati nell'entroterra invece, non avendo a disposizione immense masse d'acqua, devono optare per un ciclo di raffreddamento chiuso in cui l'acqua in uscita dal condensatore, una volta raffreddata venga reimmessa nel bacino di provenienza. I sistemi più impiegati sono le torri di raffreddamento a circolazione naturale o forzata e i bacini di raffreddamento.

## Prestazioni

La stima dell'uranio disponibile dipende dalla tipologia di risorse considerate. I quadrati rappresentano le dimensioni relative delle differenti stime, dove i numeri in basso indicano la durata di una specifica fonte in base al consumo attuale.
Riserve nelle miniere attuali
Riserve economiche conosciute
Fonti convenzionali non ancora scoperte
Fonti minerarie totali del pianeta ipotizzate
Fonti non convenzionali ipotizzate (almeno 4 miliardi di tonnellate)

Riserve nelle miniere attuali
     Riserve economiche conosciute
     Fonti convenzionali non ancora scoperte
     Fonti minerarie totali del pianeta ipotizzate
     Fonti non convenzionali ipotizzate (almeno 4 miliardi di tonnellate)

### Potenza e rendimento
La potenza degli impianti varia da un minimo di 40 MW fino ad oltre 1 GW (1000 MW). Le centrali più moderne hanno tipicamente potenza compresa tra i 600 MW e i 1600 MW. Attualmente solo le centrali termoelettriche a combustibili fossili e le centrali nucleari raggiungono questa potenza con una sola unità.
Per quanto riguarda il rendimento termodinamico, va evidenziato che le centrali nucleari hanno una efficienza di conversione del calore in energia elettrica media, per le relativamente medie temperature del vapore che producono. Infatti solo una parte variabile dal 30% al 35% della potenza termica, peraltro in linea con i rendimenti degli impianti termoelettrici a ciclo semplice meno recenti, sviluppata dai reattori è convertita in elettricità, per cui una centrale da 1000 MW elettrici (MWe) ha in genere una produzione di calore di 3000 MW-3500 MW termici (MWt); a titolo di confronto una centrale termoelettrica, come la Federico II a Brindisi, esprime un rendimento tra il 34,8% ed il 35,6%. Occorre considerare una centrale a ciclo combinato a metano per avere rendimenti superiori, fino al 60%.

### Consumo di combustibile
Per quanto riguarda i consumi, in base ai dati a disposizione, una centrale nucleare "media" da 1000 MWe necessita all'incirca di 30 tonnellate di uranio arricchito all'anno o 150/200 tonnellate di uranio naturale (arricchimento al 2,5-3,3%); a titolo di confronto, una centrale elettrica a carbone da 1000 MWe richiede 2600000 t di combustibile fossile (che devono essere trasportati fino all'impianto). La produzione di questi quantitativi di uranio presuppone l'estrazione di grandi quantitativi di roccia (che rimangono vicini al luogo di estrazione) e l'uso di ingenti quantitativi di acidi ed acqua per la concentrazione del minerale: ad esempio la miniera di Rössing in Namibia (concentrazione di uranio al 0,033% e rapporto scarto/minerale, il waste/ore, a 3) per estrarre quel quantitativo di uranio per l'arricchimento considerato si richiede l'estrazione di 1,9-2,5 milioni di tonnellate di minerale e l'uso di 115-150000 tonnellate d'acqua, altri calcoli (concentrazione di uranio al 0,15% e rapporto waste/ore a 35) invece individuano, per un arricchimento al 3,5%, un fabbisogno di 6 milioni di tonnellate di minerale, l'uso di 16 500 tonnellate di acido solforico e 1050000 tonnellate di acqua.

### Consumo d'acqua
La grossa taglia media delle unità nucleari necessita di dissipare in atmosfera, in un fiume o in mare, enormi quantità di calore poco pregiato con un fabbisogno di acqua di raffreddamento veramente molto cospicuo; se per qualche motivo la portata d'acqua al condensatore di raffreddamento del vapore fosse insufficiente, si dovrebbe ridurre la produzione di energia elettrica, alla stregua di un qualunque impianto termico, sia nucleare, o a biomasse o a solare termodinamico. Ad esempio in Francia il raffreddamento delle centrali elettriche nel 2006 ha assorbito 19,1 miliardi di m³ d'acqua dolce, cioè il 57% dei prelievi totali d'acqua del paese; la maggior parte di quest'acqua, il 93%, viene restituita ai fiumi, mentre la quota consumata (cioè utilizzata in torri evaporative) ed emessa in atmosfera rappresenta il 4% (1,3 miliardi di m3) di tutta l'acqua consumata in Francia. A tale proposito si osserva che anche il sistema termoelettrico a carbone non è da meno.

### Vita operativa
La vita operativa di una centrale nucleare, di prima generazione è in genere intorno ai 40 anni, le centrali di seconda generazione invece mediante la sostituzione periodica di componenti importanti possono rimanere attive fino a 80 anni. Al termine di questo periodo l'impianto va smantellato, il terreno bonificato e le scorie stoccate adeguatamente. Questi aspetti, in parte comuni ad esempio alle miniere ed agli impianti chimici, assumono particolare rilevanza tecnica ed economica per le centrali nucleari, riducendo il vantaggio dovuto al basso costo specifico del combustibile. Il costo di smantellamento viene oggi ridotto prevedendo un lungo periodo di chiusura della centrale, che permette di lasciar decadere naturalmente le scorie radioattive poco durevoli, costituite dalle parti di edificio sottoposte a bombardamento neutronico, questa scelta però non porta a vantaggi reali in riferimento alle scorie nucleari che devono essere custodite per migliaia di anni.

## Sicurezza
Le centrali nucleari a fissione seguono oggi norme di sicurezza di livello molto elevato e condensano un bagaglio tecnologico molto avanzato. Le centrali nucleari a fissione sebbene siano tra gli impianti più controllati hanno dato luogo a incidenti di varia gravità, alcuni anche famosi come ad esempio quello di Černobyl', ma gli incidenti gravi hanno riguardato solo unità la cui progettazione è iniziata prima dell'incidente di Three Mile Island, ovvero impianti di prima generazione. A tale proposito, il terremoto del Tōhoku del 2011 è stato un non desiderato banco di prova della evoluzione tecnologica dei reattori nucleari. Infatti sono stati coinvolti svariate centrali nucleari vicine, tra cui la Centrale nucleare di Fukushima Dai-ichi (Dai-ichi sta per N.1) e la Centrale nucleare di Fukushima Dai-ni (Dai-ni sta per N.2). Ebbene, tra i reattori funzionanti al momento del sisma, tutti quelli di prima generazione (situati a Fukushima n.1, 3 unità) sono stati danneggiati, mentre tutti quelli di seconda generazione (Fukushima n.2, 4 unità) hanno superato l'evento senza danni rilevanti e oggi potrebbero anche rientrare in servizio, e questo avendo lo stesso operatore, TEPCo.
Procedure e tecniche costruttive si sono affinate nel tempo anche al fine di contenere i rischi tipici di funzionamento, tali rischi, però, non potranno mai essere completamente annullati. Dal punto di vista tecnico, una centrale nucleare recente dispone di sistemi di protezione (ad esempio contro la discesa del nocciolo) e di verifica tali da poter mitigare, gli inconvenienti, almeno quelli prevedibili.
La IAEA ha stabilito una scala (scala INES - International Nuclear Event Scale) di gravità degli eventi possibili in una centrale nucleare o in altra installazione, che si articola nei seguenti 8 livelli:
- Livello 0 (deviazione): evento senza rilevanza sulla sicurezza.
- Livello 1 (anomalia): evento che si differenzia dal normale regime operativo, che non coinvolge malfunzionamenti nei sistemi di sicurezza, né rilascio di contaminazione, né sovraesposizione degli addetti.
- Livello 2 (guasto): evento che riguardi malfunzionamento delle apparecchiature di sicurezza, ma che lasci copertura di sicurezza sufficiente per malfunzionamenti successivi, o che risulti in esposizione di un lavoratore a dosi eccedenti i limiti e/o che porti alla presenza di radionuclidi in aree interne non progettate allo scopo, e che richieda azione correttiva. [esempio: l'evento di Civaux, Francia 1998 e di Forsmark, Svezia 2006]
- Livello 3 (guasto grave): un incidente sfiorato, in cui solo le difese più esterne sono rimaste operative, e/o rilascio esteso di radionuclidi all'interno dell'area calda, oppure effetti verificabili sugli addetti, o infine rilascio di radionuclidi tali che la dose critica cumulativa sia dell'ordine di decimi di mSv.
- Livello 4 (incidente grave senza rischio esterno): evento causante danni gravi all'installazione (ad esempio fusione parziale del nucleo) e/o sovraesposizione di uno o più addetti che risulti in elevata probabilità di decesso e/o rilascio di radionuclidi tali che la dose critica cumulativa sia dell'ordine di pochi mSv.
- Livello 5 (incidente grave con rischio esterno): Evento causante danni gravi all'installazione e/o rilascio di radionuclidi con attività dell'ordine di centinaia di migliaia di TBq come 131I, e che possa sfociare nell'impiego di contromisure previste dai piani di emergenza. Ad esempio l'incidente di Three Mile Island, USA (1979), e l'incidente di Windscale in Gran Bretagna (1957).
- Livello 6 (incidente serio): evento causante un significativo rilascio di radionuclidi e che potrebbe richiedere l'impiego di contromisure, comunque meno rischioso dell'incidente di livello 7. Ad esempio l'incidente di Kyštym, URSS (1957)
- Livello 7 (incidente molto grave): evento causante rilascio importante di radionuclidi, con estesi effetti sulla salute e sul territorio. Ad esempio gli incidenti di Černobyl', URSS (1986) e Fukushima, Giappone (2011)[39]

I casi di incidenti gravi con estese contaminazioni esterne sono fortunatamente stati pochi; molto più numerosi e spesso poco noti sono gli incidenti con potenziale rischio esterno dovuti principalmente a errori umani e che sono stati confinati all'interno delle centrali grazie alle misure di sicurezza ed in qualche caso anche grazie alla fortuna, come nel caso di Browns Ferry in cui un gruppo di tecnici provocò un incendio nel tentativo di riparare una perdita d'aria da un tubo. Continui e molto frequenti sono gli eventi di livello 0 e 1, sia in occidente che nel resto del mondo e sono registrati sul sito dell'IAEA. È da osservare che la parte preponderante di questi incidenti sono simili come tipologia e frequenza a quelli che avvengono nelle centrali termoelettriche, ed hanno spesso origine nelle problematiche di contenimento di vapore acqueo ad alta temperature e pressioni, oltre a quelle di spostamento di macchinari e strutture pesanti.

### Impatto sulla sicurezza di un evento sismico
Le centrali sono progettate per resistere ai terremoti di maggior entità mai registrati, ad esempio gli impianti giapponesi (paese geologicamente molto instabile) sono progettati per sopportare un sisma di magnitudo 8,5, e sebbene il terremoto del Tōhoku del 2011 avesse superato i limiti di progetto (magnitudo 9,0), l'elemento scatenante del disastro di Fukushima è stato in questo caso lo tsunami successivo al terremoto – di entità molto superiore a quanto stimato in fase di progetto – che ha inondato i locali contenenti i generatori diesel d'emergenza. Poiché il terremoto e successivo maremoto avevano disconnesso la centrale dalla rete elettrica, i generatori ausiliari avrebbero dovuto entrare in funzione, ma l'arrivo di un'onda di marea così alta ha causato l'allagamento. Un aumento della sicurezza comporta necessariamente una crescita dei costi di costruzione ed è noto da molti studi (tra cui MIT, UE e Citigroup) che questa maggiore richiesta di sicurezza è una delle cause che rende le centrali più moderne meno competitive economicamente rispetto a quelle più vecchie o ad altre fonti energetiche. Nonostante il terremoto di intensità fuori dal comune, l'incidente di Fukushima non ha causato morti dirette né indirette.

### Incidenti

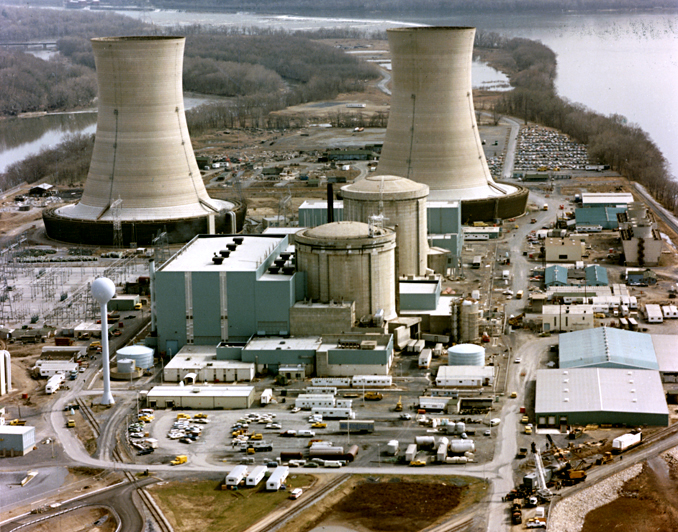
Centrale nucleare di Three Mile Island, oggetto di un incidente nel 1979. L'unità danneggiata è chiusa da allora, in seguito ai danni subiti a causa della parziale fusione del nocciolo.

Storicamente si contano tre incidenti particolarmente gravi: quello di Three Mile Island, di Černobyl' e di Fukushima, con rilascio di radiazioni e materiali radioattivi nella centrale e nell'ambiente (per l'incidente ucraino in quantità molto consistenti) e a vittime conseguenti all'incidente (al momento solo per il caso ucraino) avvenuti tra i tecnici, operatori di soccorso e popolazione, come conseguenza dell'irraggiamento diretto subito.
Anche se con modalità diverse, in tutti e tre i casi si è arrivati alla fusione parziale del nocciolo del reattore.
Per capire in cosa consiste la fusione del nocciolo occorre tener conto che il nocciolo è costituito da una serie di barre di combustibile; in realtà tali barre sono dei fasci di piccoli tubi di lega di zirconio in cui sono inserite pastiglie di ossido di uranio arricchito o plutonio di alcuni centimetri di diametro e uno di altezza. Se si verifica un evento giudicato pericoloso (come un terremoto, una violenta esplosione, una serie di guasti giudicati dal computer di controllo particolarmente pericolosi), la centrale si distacca automaticamente dalla rete elettrica esterna e si aprono le valvole dei condotti del vapore ad alta pressione, distaccando contemporaneamente le turbine collegate al generatore elettrico. Contemporaneamente tra le barre del combustibile del nocciolo scendono altre barre di materiale “assorbitore”. Questa interposizione provoca il rallentamento del fenomeno di fissione dei nuclei all'interno delle barre di combustibile per l'impossibilità dei neutroni liberati dalla fissione di passare da una barra all'altra; tuttavia il fenomeno del decadimento radioattivo prosegue all'interno di ogni singola barra.
Il problema principale una volta che l'impianto è messo in sicurezza è dato dal materiale del nocciolo che continua a riscaldarsi per il calore di decadimento che continua a prodursi. È necessario quindi assicurare il raffreddamento del nocciolo facendo circolare l'acqua (o altro fluido termovettore di raffreddamento) tra le barre tramite, nei reattori meno recenti, grosse pompe elettriche. Non producendo più elettricità ed essendo distaccata dalla rete elettrica, la centrale viene alimentata da generatori di emergenza (di solito a gasolio) che partono anch'essi in modo automatico per tenere in funzione tutti i sistemi di sicurezza e raffreddamento. Smaltendo il calore del nocciolo, lo stesso, dopo qualche tempo, si raffredda a sufficienza. Se invece per un motivo qualsiasi tale smaltimento non può avvenire le barre si surriscaldano: superati gli 800º l'acqua di raffreddamento, già allo stato di vapore, comincia a scindersi in idrogeno e ossigeno. L'elevata temperatura porterebbe alla rottura del contenitore di acciaio speciale sigillato (il vessel): ciò costringe i tecnici a far fuoriuscire in maniera controllata, aprendo delle valvole, il vapore prodotto, misto ai gas di cui sopra; il vapore a contatto con la parete di contenimento di cemento armato della centrale condensa nuovamente in acqua (fortemente radioattiva), contaminando l'interno della centrale, mentre i gas, più leggeri dell'aria, si raccolgono sotto il soffitto. L'idrogeno è altamente esplosivo e basta una piccola scintilla per farlo scoppiare (è quello che è successo a Fukushima dove l'esplosione ha provocato la rottura del soffitto della centrale; a Three Mile Island invece si è riusciti ad evitare l'esplosione).
Una volta fatto uscire parte del vapore dal vessel, il nocciolo, non più coperto totalmente dall'acqua, si riscalda molto più rapidamente fino a raggiungere i 1800 °C. A tale temperatura lo zirconio comincia a fondere (temperatura di fusione 1 855 °C), per cui il materiale fissile, ormai già fuso (temperatura di fusione tra i 639 °C del plutonio e i 1 132 °C dell'uranio), cola lungo le barre e si raccoglie sul fondo del vessel; aumentando la massa rispetto a quella contenuta in una singola barra, la fissione riprende vigore portando rapidamente alla totale evaporazione dell'acqua residua e alla necessità di ulteriori fuoriuscite volontarie di vapore per ridurre l'elevatissima pressione. La quantità di materiale fissile presente nel nocciolo, per il suo modesto grado di arricchimento, in nessun caso potrebbero portare a una esplosione termonucleare, ma un ulteriore innalzamento della temperatura potrebbe produrre la fusione del vessel e la conseguente diffusione del materiale fissile sul basamento di cemento armato refrattario della centrale e nell'ambiente nel caso in cui il contenitore di cemento fosse stato danneggiato dalle esplosioni dell'idrogeno di cui sopra. Per scongiurare tale evento a Fukushima si è gettata acqua di mare dal tetto ormai rotto provocando il completo allagamento della centrale fino a che non si è riusciti a riavviare i sistemi di pompaggio messi fuori uso dallo tsunami. A Černobyl' invece il calore derivante dalla fusione del nocciolo ha prodotto l'incendio, oltretutto all'aperto, della grafite (materiale moderatore della reazione nucleare) del reattore, e le ceneri fortemente radioattive prodotte si sono diffuse nell'aria, e, trasportate dalle correnti di alta quota, hanno contaminato, sia pure debolmente, gran parte dell'Europa.

### Effetti sulla salute
Un'indagine sugli effetti sulla salute delle centrali è stata realizzata nel 2008 dall'Ente governativo tedesco per il controllo radioattivo (Bundesamt fur Strahlenschutz). Esaminando tutti i 16 impianti nucleari presenti sul territorio tedesco in relazione all'incidenza dei tumori tra i bambini. Questo studio è stato oggetto di una valutazione critica da parte della commissione tedesca per la protezione radiologica (SSK) la quale afferma che: «tutte le circostanze radioecologiche e di rischio base riscontrate dall'SSK indicano che l'esposizione alle radiazioni ionizzanti causate dagli impianti nucleari non possono spiegare i risultati dello studio KiKK. L'esposizione addizionale dovuta a questi impianti è inferiore di un fattore superiore a 1000, rispetto all'esposizione di radiazioni che spiegherebbe l'incidenza di rischio riportato nel KiKK, e le fonti naturali sono diversi ordini di grandezza superiori rispetto all'esposizione addizionale dovuta agli impianti». Prosegue affermando che: «Si riscontra un aumento di rischio di leucemia per bambini inferiori ai 5 anni, con una distanza inferiore ai 5 km dagli impianti nucleari tedeschi, rispetto a zone al di fuori di questo raggio. Studi condotti in altre nazioni hanno prodotto risultati discordanti. Quindi non è possibile concludere che ci sia alcuna evidenza [statistica] per l'aumento dei casi leucemici, in generale, nelle vicinanze di un impianto nucleare. Le prove per l'aumentato rischio di cancro è limitata ad una area non superiore ai 5 km, non c'è quindi alcuna giustificazione per attribuire un fattore di rischio e calcolare gli ipotetici casi extra di cancro per distanze maggiori». Conclude dicendo: «Il motivo per cui si è riscontrato l'aumento della leucemia osservato dallo studio KiKK osservati nei bambini non è chiaro. Dal momento che la leucemia è causato da molteplici fattori, numerosi fattori contingenti avrebbe potuto essere responsabile dei risultati osservati. Sono quindi da compiere più esaustivi studi per cercare di dirimere le discordanze fra i vari studi».
Nel 2010 gli scienziati tedeschi Ralf Kusmierz, Kristina Voigt e Hagen Scherb, dello HelmholtzZentrum di Monaco di Baviera (Centro Tedesco di Ricerca per la Salute Ambientale), hanno pubblicato uno studio preliminare che si focalizza in particolare sulle radiazioni ionizzanti e sulla possibilità che inducano disparità nelle percentuali di nascita di maschi e femmine nelle vicinanze di impianti nucleari. Prendendo le mosse da studi similari preesistenti (tra cui lo studio KiKK sull'incidenza di tumori infantili vicino alle centrali nucleari) e passando poi ad analizzare i registri ufficiali dei dati riguardanti i nuovi nati (in Belgio, Svizzera e Germania), le coordinate geografiche dei centri abitati, quelle degli impianti nucleari ed i loro periodi di operatività, sono arrivati a conclusioni che riassumono così: "La disparità nella nascita di maschi e femmine è aumentata a livello globale dopo i test di esplosioni atomiche nell'atmosfera, ed in Europa dopo il disastro di Černobyl'; c'è un aumento di tumori infantili nelle vicinanze delle centrali nucleari; la disparità nella nascita di maschi e femmine aumenta nei pressi di impianti nucleari in un modo che potrebbe essere associato al rilascio di radiazioni durante le operazioni di routine di tali impianti", rilevando poi la necessità di ulteriori studi al riguardo.
Ad inizio 2011 uno studio effettuato dal Committee on Medical Aspects of Radiation in the Environment (COMARE) inglese ha analizzato i dati sui bambini fino a 5 anni residenti in un raggio di 10 chilometri delle centrali considerate, lo studio ha quindi dimostrato che i tassi di leucemie non sono diversi rispetto a un gruppo di controllo, cioè a un campione di bambini residenti lontano dalle centrali: «Non c'è alcuna prova che indichi un aumento del rischio di leucemie e altri tumori nelle vicinanze delle centrali nucleari».
Infine c'è da osservare che non è stato fatto alcun confronto con gli effetti sulla salute delle centrali termoelettriche, che, a causa della taglia tipica delle centrali nucleari, sono la tecnologia e fonte alternativa più probabile, come avvenuto a Montalto di Castro, dove la Centrale elettronucleare Alto Lazio è stata rimpiazzata dalla centrale termoelettrica policombustibile Alessandro Volta.

## Impatto ambientale

### Impatto ambientale in caso di incidente

Mappa della contaminazione da cesio-137 conseguente all'incidente di Černobyl' in Bielorussia, Ucraina, Russia. Le zone rese inabitabili e quindi poste sotto sequestro si trovano entro un raggio di circa dalla centrale.

Rischio globale di ricaduta radioattiva in seguito a grave incidente ad un reattore nucleare (INES 7).
L'impatto ambientale in caso di incidente grave in una centrale è una delle preoccupazioni che riguardano l'uso civile dell'energia nucleare. Non è tuttavia l'unico impatto possibile: anche l'estrazione, la purificazione e l'arricchimento dell'uranio comportano notevoli impatti ambientali, non solo dal punto di vista della semplice radioattività, ma anche in termini di consumo di risorse idriche ed energetiche nonché l'uso di sostanze chimiche (fluoro, acido solforico) per l'attività di produzione del combustibile nucleare. Il trasporto e lo stoccaggio delle scorie nucleari comporta infine notevoli rischi potenziali.
Per quanto riguarda l'impatto ambientale in caso di incidente, un criterio fondamentale di radioprotezione è che maggiore è la distanza dal sito dell'incidente, minore è il rischio. Questo aspetto è stato tragicamente riscontrato con il Disastro di Černobyl' del 1986.
Il motivo di questa differenza va ricercato nella tipologia di emissioni radioattive: gli elementi più pesanti ed a emivita lunga-lunghissima (uranio, plutonio,…) tendono infatti a ricadere nelle immediate vicinanze di un impianto severamente danneggiato. Viceversa elementi altamente radioattivi ma leggeri ed a vita relativamente breve-brevissima (cesio, iodio ed in generale i prodotti di fissione) tendono a "volare" più facilmente e quindi coprire ampie distanze. Il tempo di permanenza "in volo" permette tuttavia ad una quota di radioattività di decadere, per cui maggiore è la distanza dal sito incidentato minore sarà l'impatto radioprotezionistico. Naturalmente anche le condizioni meteorologiche hanno una notevole importanza nel trasportare o far cadere al suolo gli elementi radioattivi. In considerazione di ciò, non è corretto affermare che la presenza di centrali nucleari oltreconfine (Francia, Svizzera) determini situazioni analoghe all'avere impianti sul territorio italiano: in genere l'area di maggior controllo in caso di incidente severo è stimata in 50–70 km dal sito, corretta in base alla situazione meteo.

### Scorie

Radiotossicità (in sievert per gigawatt termico all'anno) del combustibile esausto scaricato dai reattori per diversi cicli del combustibile, in funzione del tempo. È altresì indicato l'andamento dei prodotti di fissione (approssimativamente simile per tutti i cicli) e la radiotossicità dell'uranio naturale e del torio-232 di partenza.

Nel caso della fusione nucleare, invece, la produzione di energia avviene senza emissioni di gas nocivi o gas serra, e con la produzione di minime quantità di trizio: un isotopo dell'idrogeno con un tempo di dimezzamento di 12,33 anni la cui radioattività non supera la barriera della pelle umana, e che non è quindi pericoloso per l'uomo se non viene ingerito. In ogni caso, i tempi di dimezzamento della radioattività residua sarebbero confrontabili con la vita media della centrale (decine d'anni).

### Emissioni di carbonio
L'energia nucleare è stata proposta al fine di ridurre le emissioni complessive di gas serra e mitigare così l'effetto del riscaldamento globale. Favorevoli ad un utilizzo dell'energia nucleare a tale scopo si sono dichiarati, ad esempio, il chimico James Lovelock ambientalista inventore dell'ipotesi Gaia, il premio Nobel per la fisica Steven Chu a capo del Department of Energy statunitense sotto l'amministrazione Obama e il cofondatore di Greenpeace Patrick Moore.
Il documento The Energy Challenge del Department for Trade and Industry (dipartimento del commercio e dell'industria) del Regno Unito sostiene l'opportunità del potenziamento dell'energia nucleare al fine di raggiungere gli obiettivi relativi alle emissioni di CO2. Nel documento si asserisce peraltro che l'emissione per kilowattora del processo produttivo dell'energia nucleare sia comparabile a quelle dell'energia eolica.
L'Oxford Research Group, un'organizzazione non governativa indipendente con sede nel Regno Unito ha redatto nel 2007 un documento dedicato alla sicurezza dell'energia nucleare e alla sua relazione con il riscaldamento globale dal titolo Secure Energy? Civil Nuclear Power, Security and Global Warming, che contiene un esame critico della relazione del DTI. Il documento evidenzia come manchino, ad oggi, indagini e pubblicazioni scientifiche sufficientemente esaustive sulle emissioni del processo di produzione dell'energia nucleare, in cui sono coinvolti anche gas diversi dall'anidride carbonica, ma che potrebbero contribuire in maniera molto più significativa all'effetto serra.
Le emissioni di gas serra sono dovute prevalentemente alla fase di produzione del combustibile nucleare che coinvolge l'estrazione e l'arricchimento dell'uranio e alla costruzione della centrale. La qualità del minerale di uranio estratto e il tempo di vita operativa della centrale risultano essere le due variabili principali nel determinare la quantità di emissioni. Sono stati pubblicati molti studi inerenti alle valutazioni, studi compiuti dalla IAEA, Vattenfall, Japan Central Research Institute of Electric Power Industry, Suitable Development Commission report, World Nuclear Association, Australian Nuclear Association, attribuiscono al nucleare dai 6 ai 26 g/kWh di anidride carbonica, mentre assegnano dai 5,5 ai 48 per l'eolico, dai 53 ai 280 per il fotovoltaico, dai 4 ai 236 per l'energia idroelettrica, dai 439 ai 680 per centrali termiche a ciclo combinato a gas e dai 860 ai 1200 g per le centrali a carbone. Altri documenti invece assegnano valori per il nucleare tra gli 84 e i 122 g/kWh contro i 755 per il carbone, i 385 per il gas e un intervallo tra gli 11 e i 37 per l'energia eolica. Il report dell'Oxford Research Group conclude che le emissioni derivanti da energia nucleare si attestano su valori intermedi tra quelli delle fonti fossili e quelli delle fonti rinnovabili, destinati ad aumentare nei prossimi decenni, e sottolinea la necessità di effettuare revisioni indipendenti sull'argomento.

### Smantellamento
Lo smantellamento di una centrale richiede tempi estremamente lunghi. Ad esempio l'Autorità inglese per il decommissioning ritiene che per il reattore di Calder Hall a Sellafield in Gran Bretagna, chiuso nel 2003, i lavori potranno terminare all'incirca nel 2115, cioè circa 160 anni dall'inaugurazione, avvenuta negli anni cinquanta.
Naturalmente deve anche essere trovato un sito atto ad accogliere le scorie ed i materiali provenienti dallo smantellamento.
I tempi di dimezzamento radioattivo sono: per U-235 (uranio) 4,5 miliardi di anni, per Pu-239 (plutonio) 24.000 anni, per Cs-137 (cesio) 30 anni, per Co-60 (cobalto) 5,7 anni, per Sr- 89 (stronzio) 51 giorni e infine per I-131 (iodio) 8 giorni.

## Sviluppi futuri

### Fusione nucleare
Le centrali a fusione nucleare si basano su un principio differente: anziché scindere atomi pesanti mediante bombardamento con neutroni come avviene nella fissione, la fusione implica invece l'unione di due atomi leggeri, generalmente trizio e deuterio, ottenendo dal processo una enorme quantità di energia termica, un nuovo nucleo più grande (quale l'elio) e nucleoni. È lo stesso processo che ha luogo nel Sole e nelle bombe termonucleari (o bombe all'idrogeno, infatti deuterio e trizio sono isotopi dell'idrogeno). Questo tipo di reattori è da anni allo studio di diversi gruppi di scienziati e tecnici, ma apparentemente ancora senza risultati apprezzabili in quanto, pur essendo riusciti ad avviare la reazione di fusione, a oggi non si è in grado di mantenerla stabile per tempi significativi. Attualmente si attende la realizzazione del progetto ITER, un impianto che vorrebbe dimostrare la possibilità di ottenere un bilancio energetico positivo (ma senza produzione di energia elettrica). Un altro progetto è DEMO che prevede la realizzazione di una vera e propria centrale a fusione nucleare. Le stime attuali non prevedono l'utilizzo effettivo di energia da fusione nucleare prima del 2050.

#### Vantaggi e svantaggi
Le centrali a fusione nucleare produrrebbero come principale tipo di scoria l'elio, che è un gas inerte e non radioattivo, inoltre non userebbero sistemi a combustione e quindi non inquinerebbero l'atmosfera: di fatto non avrebbero emissioni di pericolosità rilevante, ad esclusione del trizio. In più dovrebbero essere in grado di generare grandi quantità di energia, superiori rispetto a quelle delle centrali a fissione odierne.
Esistono vari meccanismi di fusione nucleare e il più facile da produrre artificialmente richiede l'utilizzo di due isotopi pesanti dell'idrogeno: deuterio e trizio. Il deuterio rappresenta una minima percentuale, un cinquemillesimo dell'idrogeno in natura, e può essere convenientemente ottenuto ad esempio tramite elettrolisi dall'acqua pesante. Il trizio, al contrario, essendo radioattivo ed avendo una vita media molto breve, non è presente sulla Terra; può essere prodotto con reazioni nucleari indotte tramite bombardamento neutronico di isotopi del litio. Inoltre, per le sue caratteristiche affini all'idrogeno che possiede una forte capacità di trafilamento attraverso i contenitori, il trizio non può essere stoccato per lunghi periodi; deve essere prodotto sul momento sfruttando i neutroni prodotti dalle reazioni di fusione oppure da una centrale ausiliaria a fissione.
Si può alimentare una reazione di fusione anche solo con atomi di deuterio, tuttavia il bilancio energetico, meno conveniente della reazione di fusione del trizio, ne rende molto più difficile lo sfruttamento ai fini della produzione di energia.
La fusione richiede temperature di lavoro elevatissime, tanto elevate da non poter essere contenuta in nessun materiale esistente. Il plasma di fusione viene quindi trattenuto grazie all'ausilio di campi magnetici di intensità elevatissima, e le alte temperature vengono raggiunte con vari metodi, come l'iniezione di neutri, radioonde e nella prima fase di riscaldamento con correnti indotte (Effetto Joule). Il tutto rende il processo difficile tecnologicamente, dispendioso e complesso.
Il problema delle scorie derivanti dall'attivazione neutronica di parti degli edifici del reattore, dovrebbe essere ridotto: i tempi di decadimento della radioattività indotta nei suddetti materiali sarebbero comparabili con i tempi di vita delle centrali stesse.
E benché le quantità di materiale attivato possano essere considerevoli, il problema del loro stoccaggio potrebbe essere più semplificato rispetto al caso delle centrali a fissione. Comunque sia, i risultati nel campo della ricerca di materiali a bassa attivazione, sono incoraggianti.